# Мат Соръм
Мат Соръм (на английски: Matthew William Sorum, Матю Уилям Соръм, роден на 19 ноември 1960 в Лос Анджелис, Калифорния) е американски барабанист. От 2003 г. е член на групата Велвет Риволвър. Преди е част от групите „Neurotic Outsiders“, „Кълт“ и от 1990 замества Стивън Адлер в Гънс Ен' Роузис.

## Дискография

### С Hawk
- Hawk (1986)

### С Y Kant Tori Read
- Y Kant Tori Read (1988)

### С Guns N' Roses
- Use Your Illusion I (1991)
- Use Your Illusion II (1991)
- The Spaghetti Incident? (1993)

### Със Slash's Snakepit
- It's Five O'Clock Somewhere (1995)

### С Neurotic Outsiders
- Neurotic Outsiders (1996)

### С The Cult
- Beyond Good And Evil (2001)

### С Velvet Revolver
- Contraband (2004)
- Libertad (2007)

### Соло
- Hollywood Zen (2003)